# Grupuri etnice din Afganistan
Afganistanul este o societate multietnică și mai ales tribală. Populația țării este formată din numeroase grupuri etnolingvistice: paștun, tadjik, hazară, uzbec, aimaq, turkmen, baloch, pashai, nuristani, gujjar, arab, brahui, qizilbash, pamiri, kârgâz, sadat și altele.